# Provinz Herrera
Herrera ist eine Provinz in Panama, die nach dem ehemaligen General Tomás de Herrera benannt ist. Im Jahr 2023 hatte sie 122.071 Einwohner auf einer Fläche von 2362,9 km². Die Hauptstadt von Herrera ist Chitré, die etwa sieben Kilometer landeinwärts vom Golf von Panama liegt.
Der rund 8000 Hektar große Nationalpark Sarigua befindet sich ebenfalls in Herrera. Gegründet wurde die Provinz am 18. Januar 1915 aus Teilen der Provinz Los Santos.
Die Provinz Herrera ist in sieben Bezirke (distritos) unterteilt:
- Chitré
- Las Minas
- Los Pozos
- Ocú
- Parita
- Pesé
- Santa María

Die Hauptwirtschaftsfaktoren in Herrera sind der Anbau von Zuckerrohr sowie Milch- und Rinderwirtschaft, aber auch Industrie und Handel.